# 唐娜·墨菲
唐娜·墨菲（英語：Donna Murphy，1959年3月7日—），女，美国演员、歌手。曾获得托尼奖最佳音乐剧女主角。